# Magas de Cirene

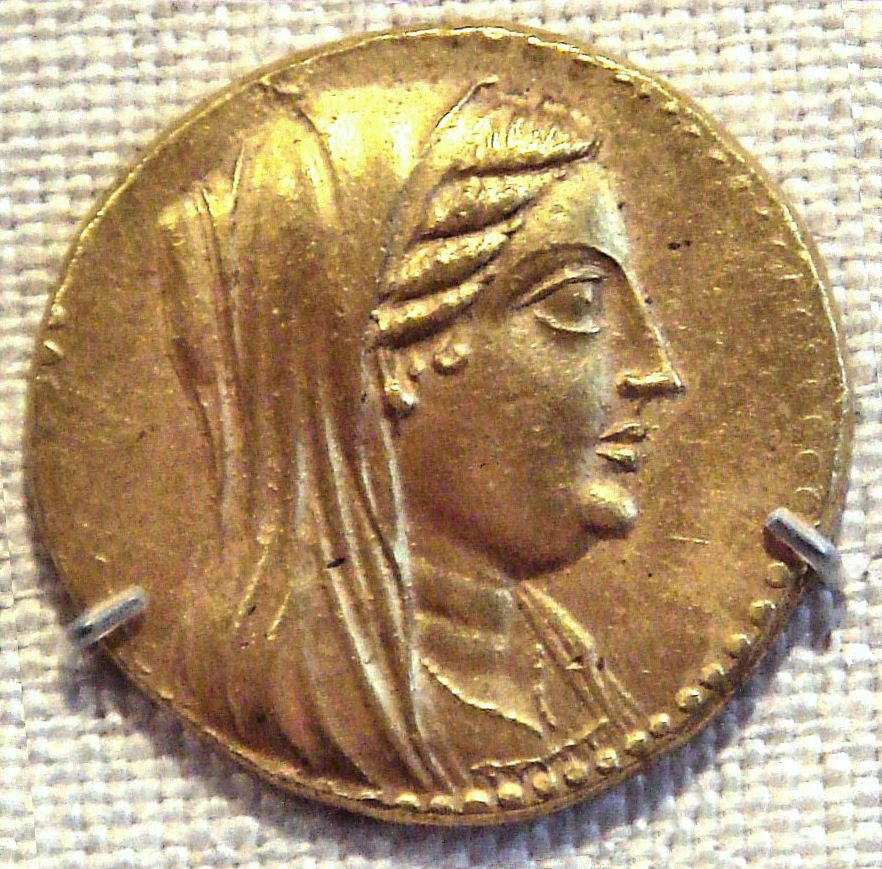
Berenice II fue la hija de Magas de Cirene.

Magas (Μάγας) fue un rey helenístico de Cirene que reinó entre el 276 y el 250 a. C.. Consiguió mantener su independencia con respecto al mucho más poderoso reino ptolemaico de Egipto.
Hijo de un noble macedonio, Filipo, y de Berenice I, que se convirtió en reina de Egipto al casarse en segundas nupcias con Ptolomeo I Sóter. De esta manera, Magas se convirtió en el hermanastro de Ptolomeo II, el vástago del nuevo matrimonio de su madre.
Magas recibió el gobierno de Cirene de manos de Berenice. Tras la muerte de su padrastro, se coronó rey a sí mismo (276 a. C.). Contrajo matrimonio con Apama II, la hija de Antíoco I Sóter, el rey seléucida de Siria. Fruto de este enlace nació una hija, Berenice II.
En 274 a. C., Magas invadió los estados de Ptolomeo II, mientras Antíoco atacaba Palestina. Sin embargo, tuvo que renunciar a las hostilidades a causa de una revuelta de los marmáridas, nómadas libios. Mientras, Antíoco era derrotado por los egipcios. En 272 a. C. se llegó a la paz, en la que Magas consiguió mantener la independencia de su reino, mientras su hija Berenice II se comprometía con el futuro Ptolomeo III Evergetes.
Tras estos sucesos, Magas se abandonó a los placeres y la vida muelle, llegando a engordar extraordinariamente. Se casó en segundas nupcias con una Arsínoe, que le sobrevivió.
A su muerte, el reino de Cirene fue heredado por Berenice II, casada primero con Demetrio el Bello, y después con Ptolomeo III, incorporándose de esta manera a la soberanía egipcia.
| Predecesor: Cargo creado | Rey de Cirene 276 - 250 a. C. | Sucesor: Demetrio el Bello |